# کانادایی های آلمانی
آلمانی کانادایی ها (آلمانی: Deutsch-Kanadier یا Deutschkanadier ،تلفظ [ˈdɔʏtʃkaˌna:di̯ɐ]) شهروندان کانادایی با اصل و نسب آلمانی یا آلمانی هایی هستند که به کانادا مهاجرت کرده و در آنجا اقامت دارند. بر اساس سرشماری سال 2016، ۳,۳۲۲,۴۰۵ کانادایی با اصل و نسب کامل یا جزئی آلمانی وجود دارد. برخی از مهاجران از آلمان امروزی آمده بودند، در حالی که تعداد بیشتری از سکونتگاه‌های آلمانی در اروپای شرقی و روسیه امپراتوری آمده بودند. دیگران از بخش‌هایی از کنفدراسیون آلمان، اتریش-مجارستان و سوئیس آمده بودند.
در آلمانی مدرن، نام داخلی Deutsch برای اشاره به زبان و مردم آلمانی استفاده می‌شود. قبل از دوران مدرن و به ویژه اتحاد آلمان، «آلمان» و «آلمانی» اصطلاحات مبهم بودند که گاه مردم و سرزمین‌ها را نه تنها در ایالت مدرن آلمان، بلکه لهستان، جمهوری چک، سوئیس، اتریش، فرانسه، هلند و حتی روسیه و اوکراین امروزی را نیز در بر می‌گرفت. به عنوان مثال، در قرون وسطی، اصطلاح لاتین Theodiscus به‌طور کلی برای اشاره به زبان‌های ژرمنی غربی استفاده می‌شد، و در انگلیسی، «هلندی» گاهی اوقات به عنوان مختصر برای هر مردم ژرمنی به‌طور گسترده استفاده می‌شد. مورخان اولیه انگلیسی و مسافران معاصر در کانادا به ندرت به هویت قومی، زبان اصلی یا محل مبدأ مهاجران اولیه اشاره می‌کردند.
بزرگ‌ترین گروهی که از ایالات متحده فرار کردند، منونیت‌ها بودند. بسیاری از اجداد خانواده‌های آنها از جنوب آلمان یا سوئیس بوده‌اند. در اوایل دهه ۱۸۰۰، آنها شروع به حرکت به سمت جنوب غربی انتاریو کردند و در اطراف رودخانه گرند، به ویژه در برلین، انتاریو (اکنون کیچنر) و در بخش شمالی منطقه که بعداً به شهرستان واترلو، انتاریو تبدیل شد، مستقر شدند.
همین منطقه جغرافیایی همچنین مهاجران جدید آلمانی را از اروپا جذب کرد، تقریباً ۵۰۰۰۰ نفر بین سالهای ۱۸۳۰ و ۱۸۶۰. تحقیقات نشان می‌دهد که هیچ درگیری آشکاری بین آلمانی‌های اروپا و کسانی که از پنسیلوانیا آمده بودند وجود نداشت.